# Аревадашт

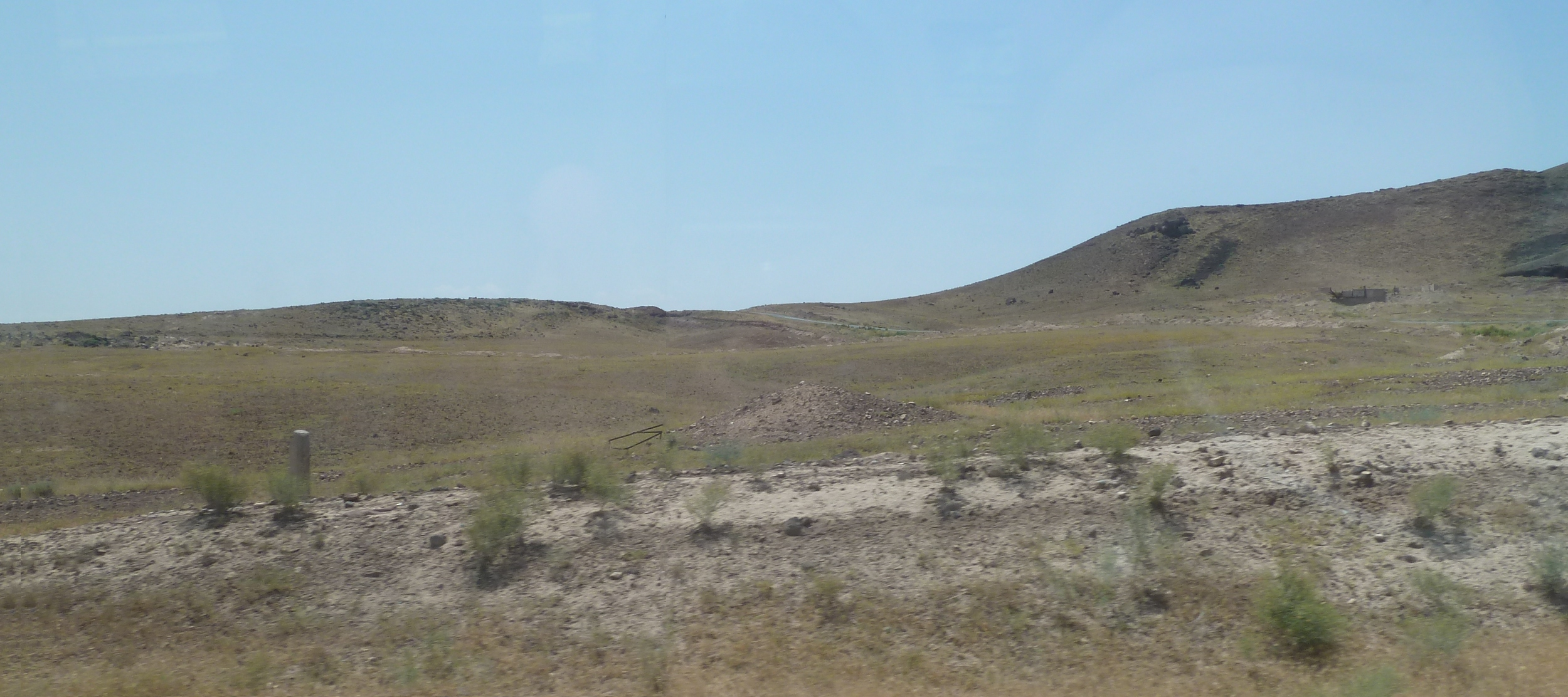
Близько Аревадашта

Аревадашт (вірм. Արևադաշտ) — село в марзі Армавір, на заході Вірменії. Село розташоване неподалік від міста Армавір.